# Pandemic (альбом)
Pandemic (стилизовано как PANDEMIC) — дебютный студийный альбом американского рэпера Comethazine. Он был выпущен 27 марта 2020 под лейблами Alamo Records.

## Название
Альбом был назван в честь документального фильма Pandemic: How to Prevent an Outbreak.

## Синглы
«Glide» был выпущен 29 сентября 2019 года, его изначальное название было «Glide Freestyle». Песня была выпущена вместе с музыкальным видео.
«No Front» был выпущен 20 марта 2020 года, также вместе с музыкальным видео.

## Список композиций
Адаптировано под Genius.
| №                   | Название            | Автор(ы)                            | Продюсер(ы)               | Длительность |
| ------------------- | ------------------- | ----------------------------------- | ------------------------- | ------------ |
| 1.                  | «No Front»          | Frank Childress Childboy            | ChildBoy                  | 1:46         |
| 2.                  | «Mama's Glizzy»     | Childress Childboy                  | ChildBoy                  | 1:36         |
| 3.                  | «Permanent»         | Childress Childboy                  | ChildBoy                  | 1:25         |
| 4.                  | «Ambitions»         | Childress Childboy                  | ChildBoy                  | 1:25         |
| 5.                  | «Blu-ray»           | Childress div Toom                  | div Toom                  | 2:05         |
| 6.                  | «Pitbull»           | Childress Childboy                  | ChildBoy                  | 1:46         |
| 7.                  | «Get Out»           | Childress div                       | div                       | 1:25         |
| 8.                  | «Nutted»            | Childress div Flip_00 Myles William | div Flip_00 Myles William | 1:57         |
| 9.                  | «Lead the Race»     | Childress Childboy                  | ChildBoy                  | 1:51         |
| 10.                 | «Glide»             | Childress Childboy                  | ChildBoy                  | 1:26         |
| 11.                 | «Plottin'»          | Childress Childboy                  | ChildBoy                  | 1:46         |
| 12.                 | «Gallardo»          | Childress div                       | div                       | 1:44         |
| Общая длительность: | Общая длительность: | Общая длительность:                 | Общая длительность:       | 20:12        |

## Чарты
| Чарт (2020)         | Высшая позиция |
| ------------------- | -------------- |
| США (Billboard 200) | 151            |